# 肖特灣
72°10′S 60°52′W / 72.167°S 60.867°W
肖特灣（英語：Schott Inlet），是南極洲的海灣，位於帕爾默地東岸，處於梅爾茲半島東部，在1940年12月由美國研究隊發現和拍攝空中照片，現時由南極條約體系管理。